# Schistophleps manusi
Schistophleps manusi là một loài bướm đêm thuộc phân họ Arctiinae, họ Erebidae.